# Delta Sculptoris
Delta Sculptoris (δ Scl / δ Sculptoris / HD 223352 / HR 9016) es una estrella situada en la constelación de Sculptor. Con magnitud aparente +4,59, es la cuarta más brillante de su constelación, detrás de α Sculptoris, β Sculptoris y γ Sculptoris.
Situada a 144 años luz del sistema solar, Delta Sculptoris es una estrella múltiple cuya componente principal, Delta Sculptoris A, es una estrella blanca de la secuencia principal que al igual que el Sol obtiene su energía de la fusión del hidrógeno. De tipo espectral A0V, sus características físicas son muy similares a las de Vega (α Lyrae), si bien es algo menos luminosa que ésta, con una luminosidad 29 veces mayor que la del Sol. Su radio es 2,3 veces más grande que el radio solar.
Delta Sculptoris B, de magnitud 11, se encuentra situada a 4 segundos de arco de la estrella principal, lo que equivale a una separación real de más de 175 UA. Orbitando este par a una distancia mucho mayor —74 segundos de arco—, se encuentra Delta Sculptoris C (HD 223340), enana naranja de tipo K1V.